# Хонсю
Хонсю́, або Хоншю (яп. 本州, Honshu, «основні провінції») — найбільший острів Японського архіпелагу. На півночі межує з островом Хоккайдо, на півдні — з островом Шікоку, а на південному заході — з островом Кюшю. Омивається Тихим океаном на сході, Внутрішнім японським морем на півдні і Японським морем на заході.

## Характеристика

### Природа
Протяжність острова Хонсю сягає близько 1300 км. Площа — 227 961,41 м² (на 2006 рік), що становить 60 % усієї території держави Японія. Довжина берегової лінії становить 5450 км.
Рельєф Хонсю гористий. Серед гір багато вулканів. Найбільший з них — гора Фудзі (3776 м), яку вважають символом Японії. Завдяки їй Хонсю є 7-м найвищим островом світу. Найбільша річка острова — річка Сінано. Клімат Хонсю дуже різноманітний — від континентального на півночі до субтропічного на півдні.
Гори острова відповідають за різницю в кліматі південно-східної (тихоокеанської) та північно-західної (японського моря) частин острова.
На Хонсю часто трапляються землетруси, оскільки острів лежить на стику трьох формаційних плит.

### Демографія
Населення Хонсю з 2010 по 2017 рік не змінилося і становить — 104 000 000 осіб, що становить 81% від усього населення Японії. Більшість людей проживає переважно на рівнинних землях, зокрема на рівнині Канто, в районі Токіо та Йокогами, де мешкає 25 % усього населення острова. Найбільшими містами Хонсю є Осака, Наґоя, Кобе, Кіото, Хіросіма, Сендай, Ніїґата. Загалом більша частина головних міст Японії розташовані на цьому острові. Він поділяється на 34 префектури і включає столицю Токіо. Хонсю — найбільш населений острів світу після о. Ява.

## Префектури Хонсю
Регіони і префектури подані з півночі на південь, зі сходу на захід:
| Регіон | Прапор |          |          | Центр     | Площа, км² | Населення, ос. | Густота, ос./км² | Код   |
| Тохоку |        | Аоморі   | 青森県   | Аоморі    | 9 645,64   | 1 227 653      | 127              | JP-02 |
| Тохоку |        | Акіта    | 秋田県   | Акіта     | 11 637.52  | 947 661        | 81.4             | JP-05 |
| Тохоку |        | Фукусіма | 福島県   | Фукусіма  | 13 783.90  | 1 819 236      | 132              | JP-07 |
| Тохоку |        | Івате    | 岩手県   | Моріока   | 15 275.01  | 1 208 412      | 79,1             | JP-03 |
| Тохоку |        | Міяґі    | 宮城県   | Сендай    | 7 282.22   | 2 289 726      | 314              | JP-04 |
| Тохоку |        | Ямаґата  | 山形県   | Ямаґата   | 381.30     | 247 422        | 649              | JP-06 |
| Канто  |        | Тіба     | 千葉県   | Тіба      | 5 157.61   | 6 279 814      | 1,218            | JP-12 |
| Канто  |        | Ґумма    | 群馬県   | Маебасі   | 6 362.28   | 1 923 281      | 302              | JP-10 |
| Канто  |        | Ібаракі  | 茨城県   | Міто      | 6 097.19   | 2 851 670      | 468              | JP-08 |
| Канто  |        | Канаґава | 神奈川県 | Йокогама  | 2 416.17   | 9 216 009      | 3,814            | JP-14 |
| Канто  |        | Сайтама  | 埼玉県   | Сайтама   | 3 797.75   | 7 340 729      | 1,933            | JP-11 |
| Канто  |        | Тотіґі   | 栃木県   | Уцуномія  | 6 408.09   | 1 928 816      | 301              | JP-9  |
| Канто  |        | Токіо    | 東京都   | Токіо     | 2 193.96   | 13 952 915     | 6,360            | JP-13 |
| Тюбу   |        | Айті     | 愛知県   | Нагоя     | 5 172.92   | 7 535 266      | 1,457            | JP-23 |
| Тюбу   |        | Фукуй    | 福井県   | Фукуй     | 4 190.49   | 760 848        | 182              | JP-18 |
| Тюбу   |        | Ґіфу     | 岐阜県   | Ґіфу      | 10 621.29  | 1 975 397      | 186              | JP-21 |
| Тюбу   |        | Ісікава  | 石川県   | Канадзава | 4 186.09   | 1 129 362      | 270              | JP-17 |
| Тюбу   |        | Наґано   | 長野県   | Наґано    | 13 561.56  | 2 030 172      | 150              | JP-20 |
| Тюбу   |        | Ніїґата  | 新潟県   | Ніїґата   | 12,584.18  | 2 193 034      | 174              | JP-15 |
| Тюбу   |        | Сідзуока | 静岡県   | Сідзуока  | 7 777.42   | 3 611 638      | 464              | JP-22 |
| Тюбу   |        | Тояма    | 富山県   | Тояма     | 4 247.61   | 1 032 108      | 243              | JP-16 |
| Тюбу   |        | Яманасі  | 山梨県   | Кофу      | 4 465.27   | 804 515        | 180              | JP-19 |
| Кінкі  |        | Хіого    | 兵庫県   | Кобе      | 8 400.94   | 5 430 567      | 646              | JP-28 |
| Кінкі  |        | Кіото    | 京都府   | Кіото     | 4 612.20   | 2 564 217      | 556              | JP-26 |
| Кінкі  |        | Міє      | 三重県   | Цу        | 5 774.41   | 1 768 632      | 306              | JP-24 |
| Кінкі  |        | Нара     | 青森県   | Нара      | 3 690.94   | 1 320 423      | 358              | JP-29 |
| Кінкі  |        | Осака    | 青森県   | Осака     | 1 905.14   | 8 811 845      | 4,625            | JP-27 |
| Кінкі  |        | Сіґа     | 滋賀県   | Оцу       | 4 017.38   | 1 411 752      | 351              | JP-25 |
| Кінкі  |        | Вакаяма  | 和歌山県 | Вакаяма   | 4 724.64   | 911 488        | 193              | JP-30 |
| Тюґоку |        | Хіросіма | 広島県   | Хіросіма  | 8 479.63   | 2 790 804      | 329              | JP-34 |
| Тюґоку |        | Окаяма   | 岡山県   | Окаяма    | 7 114.32   | 1 879 860      | 264              | JP-33 |
| Тюґоку |        | Сімане   | 島根県   | Мацуе     | 6 708.26   | 665 205        | 99.2             | JP-32 |
| Тюґоку |        | Тотторі  | 鳥取県   | Тотторі   | 3 507.13   | 550 234        | 157              | JP-31 |
| Тюґоку |        | Ямаґуті  | 山口県   | Ямаґуті   | 6 112.53   | 1 337 723      | 219              | JP-35 |